# Secret Intelligence Service
Tajna obavještajna služba (eng.: Secret Intelligence Service, SIS) poznatija kao MI6 (eng.: Military Intelligence, Section 6, Vojna obavještajna služba, odjel 6) je obavještajna služba Ujedinjenog Kraljevstva. Naziva se i Tajna služba (eng.:Secret service). MI6 je započeo svoje djelovanje kao obavještajna služba Kraljevske mornarice i Britanske vojske prije početka Prvog svjetskog rata.  Zadatak MI6 je obavještajno djelovanje i špijunaža u inozemstvu. Sjedište MI6 je u Londonu.
MI6 je dio britanske obavještajne zajednice zajedno sa Sigurnosnom službom MI5 zaduženom za unutarnju sigurnost, Obrambenom obavještajnom službom DI i službom zaduženom za nadzor komunikacija GCHQ.

## Povijest
Osnivač MI6 je bio sir Francis Walsingham (1532. – 1590.). Izgradio je vrlo učinkovit i sofisticirani političko obavještajni sustav, i s time spriječio nekoliko atentata na kraljicu Elizabetu I (1533. – 1603.).
Aktivnosti SIS su intenzivirane do kraja hladnog rata. Vrhunac je bio zapošljavanje dvostrukogagenta Olega Antonoviča Gordiewskog koji je odavao tajne SIS-u tijekom deset godina i nakon njegova otkrića prebjegao u Veliku Britaniju 1985. godine.
Istinski opseg aktivnosti SIS-a u drugoj polovici hladnog rata ostaje u velikoj mjeri nepoznanica.
Aktivnosti SIS u hladnom ratu su uključile i niz tajnih političkih djelovanja. Poznata je uloga MI6 pri svrgavanju iranskog premijera Muhamed Mossadeqa, te svrgavanje Patrica Lumumbea u Kongu u godini 1961. godine.
Od godine 1994. aktivnosti SIS-a podliježu nadzoru britanskog parlamenta i parlamentarnom odboru za obavještajne i sigurnosne službe. Vlada Ujedinjenog Kraljevstva je tek 1994. godine službeno priznala postojanje obavještajne i sigurnosne službe, MI6 i MI5. Do tog trenutka britanska vlada nije nikada komentirala rad britanskih tajnih službi koje su zbog djelovanja u tajnosti imale veći prostor djelovanja.
U vrijeme sudskog postupka u slučaju samoubojstva David Kellyja, često se je pojavljivao na britanskoj televiziji. Scarlett je bio zapovjednik Olega Gordiewskija te je organizirao njegov bijeg u 1985. godine.
Od 13. listopada 2005., SIS ima svoje web stranice.
Krajem prosinca 2007. je ruska sigurnosna službu FSB izvijestila, da je MI6 pridobio bivšeg ruskog obavještajaca Vjačeslav Šarkova i dao mu zadatak za nabavu tajnih podataka. Šarkov se međutim dobrovoljno prijavio FSB-u u lipnju 2007. i izdao identitet četvero drugih agenata MI6.

## Proračun
Sve obavještajne i sigurnosne službe u Ujedinjenom Kraljevstvu dijele zajednički proračun (eng.: Single Intelligence Account), Sigurnosna služba MI5, vanjska obavještajna služba MI6, vojna obavještajna služba DI i GCHQ, služba za nadzor komunikacija.
Zajednički obavještajni proračun za fiskalnu godinu 2014./2015. je iznosio 2,632 milijardi funti ili oko 22,6 milijardi kuna.

## Ravnatelji
| Ravnatelj                      | Razdoblje     |
| ------------------------------ | ------------- |
| Sir Mansfield Smith-Cumming    | 1909. – 1923. |
| Admiral Hugh Sinclair          | 1923. – 1939. |
| General bojnik Stewart Menzies | 1939. – 1952. |
| Sir John Alexander Sinclair    | 1953. – 1956. |
| Sir Richard White              | 1956. – 1968. |
| Sir John Ogilvy Rennie         | 1968. – 1973. |
| Sir Maurice Oldfield           | 1973. – 1978. |
| Sir Dick Franks                | 1978. – 1982. |
| Sir Colin Figures              | 1982. – 1985. |
| Sir Christopher Curwen         | 1985. – 1989. |
| Sir Colin McColl               | 1989. – 1994. |
| Sir David Spedding             | 1994. – 1999. |
| Sir Richard Dearlove           | 1999. – 2004. |
| Sir John Scarlett              | 2004. – 2009. |
| Sir John Sawers                | 2009. – 2014. |
| Alex Younger                   | 2014. –       |

## Poveznice
- MI5, sigurnosna služba
- DI, obrambena obavještajna služba
- GCHQ, služba za nadzor komunikacija
- SOA, hrvatska sigurnosno-obavještajna služba

## Vanjske poveznice
- Službena stranica (engl.)
- Informacije o MI6 (engl.)
- SIS kod fas.org  Arhivirana inačica izvorne stranice od 4. prosinca 2011. (Wayback Machine) (engl.)